# Михайло Таборенко
Таборенко Михайло (?-1649-†1652) - український військовий та державний діяч.

Вперше згадується у квітні 1649 року, коли він очолював полк народного ополчення, який стояв у Любартові разом з іншим полком, очолюваним Іваном Донцем.

Обидва полки у травні 1649 року вирушили назустріч польському війську Анджея Фірлея, щоб не дати йому переправитися через Горинь біля Заслава. Проте в бою під Заславом вони зазнали поразки й відступили спочатку до Любартова, а потім далі на схід, де приєднались до головного українського війська Богдана Хмельницького.

До "Реєстру Війська Запорозького 1649 року" був вписаний до складу однієї з Корсунських сотень (т. зв. Івахниченкова сотня) Корсунського полку як Мисько Таборненко, тобто мешкав він у Корсуні.

Михайло Таборенко був у складі посольства Герасима Яцкевича до Варшави у 1652 році. 23.02.1652 року на будинок у Луцьку, в якому посольство зупинилося на шляху до Варшави, було вчинено напад і під час сутички з нападниками Михайло Таборенко загинув.